# Crocidura suaveolens
Espèce
Statut de conservation UICN

 LC  : Préoccupation mineure
Crocidura suaveolens, la Crocidure des jardins ou Musaraigne des jardins est une espèce d'Insectivores de la famille des Soricidae.
C'est une musaraigne qui ressemble beaucoup à la Musaraigne musette. Cette espèce est cependant plus petite. Son poids varie de 6 à 9 grammes.

## Biologie
C'est une espèce principalement nocturne, active toute l'année, vivant dans des endroits broussailleux et secs. Les jeunes musaraignes peuvent se déplacer ensemble en file. Son régime alimentaire est à base d'insectes, d'araignées, de gastéropodes, de vers ou de petits vertébrés. Elle consomme aussi quelques fruits.

## Répartition et habitat

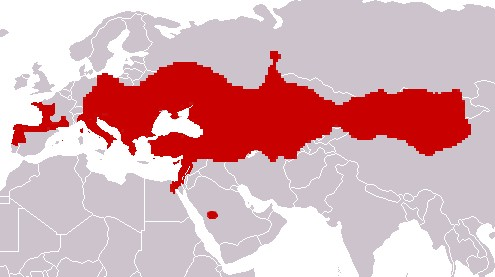

La Musaraigne des jardins a une large répartition mondiale. Il est présent dans le Paléarctique, s'étendant de la côte atlantique de l'Espagne et probablement du Portugal s'étendant vers l'Est à travers l'Europe et l'Asie jusqu'à la Sibérie. La limite méridionale de sa distribution atteint le Sinaï, l'Asie Mineure, Israël, l'Arabie saoudite, l'Iran et la Chine.

Préfère les endroits chauds, souvent dans les terrains découverts, les friches, les jardins, les haies, les zones habitées et dans des bâtiments (en hiver).

## Espèces voisines
- Musaraigne bicolore - Crocidura leucodon
- Musaraigne musette - Crocidura russula

## Description
Très proche de la Musaraigne musette, mais masse corporelle plus faible.
- Longueur tête-corps :  5,1 - 7,7 cm
- Longueur de la queue : 2,7 - 4,4 cm
- Poids : 3 - 8 g

## A savoir!
A l'image de la Musaraigne bicolore, la Musaraigne des jardins se met en file indienne et forme une véritable caravane. En cas de contrariétés, les jeunes essaient de fuir en mordant la racine de la queue de la femelle. Les Crocidurinés ont les dents blanches, alors que la sous-famille des Soricinés des genres Sorex et Neomys a la pointe des dents rouges.